# Pedra de Frösö
A Pedra de Frösö (em sueco:  Frösöstenen; pronúncia aproximada frêssê-stênenn) é uma pedra rúnica, datada para 1050, e colocada na ilha de Frösön, localizada no Grande Lago, em frente da cidade de Östersund. É a pedra rúnica mais ao norte da Suécia, e a única da província histórica da Jämtland. Contém uma cruz, assinalando a chegada do cristianismo a estas paragens.

## Texto da pedra
| austmąþr kuþfastaR sun · lit rai(sa stain) þiną aukirua bru þisauk h(ąn li)t kristną eątaląnt ąsbiurn kirþi bru triun raist auk tsain runąR þisaR |

Transliteração: Austmaðr, Guðfastar sun, lét raisa stain þenna, auk gerva brú þessa, auk hann lét kristna Jamtaland. Ásbjörn gerði brú. Trjónn raist, auk Stainn, rúnar þessa. 
Tradução: Östman, filho de Gudfast mandou erguer esta pedra e fazer esta ponte, e mandou cristianizar a Jämtland. Asbiorno fez a ponte. Trino e Esteno gravaram estas runas.
Comentários: É a única fonte histórica da cristianização completa de um país antigo da Escandinávia, assim como o primeiro testemunho do seu nome – Jämtland, a Terra dos Jemtas. O seu texto é em nórdico antigo, embora apresente traços dos dialetos nórdico antigo ocidental e do nórdico antigo oriental.